# Gran Piemonte 2016
Il Gran Piemonte 2016, centesima edizione della corsa, valevole come evento dell'UCI Europe Tour 2016 e come diciottesima prova della Coppa Italia 2016 categoria 1.HC, si svolse il 29 settembre 2016 su un percorso di 207 km. La vittoria fu appannaggio dell'italiano Giacomo Nizzolo che completò la gara in 4h25'21", alla media di 46,806 km/h, precedendo il colombiano Fernando Gaviria ed il connazionale Daniele Bennati.
Sul traguardo di Agliè 118 ciclisti, su 147 partiti da Diano d'Alba, portarono a termine la competizione. 

## Squadre e corridori partecipanti
| N.    | Cod. | Squadra                     |
| ----- | ---- | --------------------------- |
| 1-7   | ALM  | AG2R La Mondiale            |
| 11-18 | AND  | Androni Giocattoli-Sidermec |
| 21-28 | AST  | Astana Pro Team             |
| 31-38 | BAR  | Bardiani-CSF                |
| 41-48 | BMC  | BMC Racing Team             |
| 51-58 | CJR  | Caja Rural-Seguros RGA      |
| 61-68 | CDT  | Cannondale-Drapac           |
| 71-78 | CCC  | CCC Sprandi Polkowice       |
| 81-88 | COF  | Cofidis                     |
| 91-98 | EQS  | Etixx-Quick Step            |

| N.      | Cod. | Squadra                    |
| ------- | ---- | -------------------------- |
| 101-108 | GAZ  | Gazprom-RusVelo            |
| 111-118 | LAM  | Lampre-Merida              |
| 121-128 | MOV  | Movistar Team              |
| 131-138 | ITA  | Italia                     |
| 141-148 | NIP  | Nippo-Vini Fantini         |
| 151-158 | KAT  | Team Katusha               |
| 161-168 | SKY  | Team Sky                   |
| 171-178 | TNK  | Tinkoff                    |
| 181-187 | STH  | Wilier Triestina-Southeast |

## Ordine d'arrivo (Top 10)
| Pos. | Corridore        | Squadra           | Tempo    |
| ---- | ---------------- | ----------------- | -------- |
| 1    | Giacomo Nizzolo  | Italia            | 4h25'21" |
| 2    | Fernando Gaviria | Etixx-Quick Step  | s.t.     |
| 3    | Daniele Bennati  | Tinkoff           | s.t.     |
| 4    | Juan José Lobato | Movistar Team     | s.t.     |
| 5    | Sonny Colbrelli  | Bardiani-CSF      | s.t.     |
| 6    | Philippe Gilbert | BMC Racing Team   | s.t.     |
| 7    | Ben Swift        | Team Sky          | s.t.     |
| 8    | Zdeněk Štybar    | Etixx-Quick Step  | s.t.     |
| 9    | Filippo Pozzato  | Wilier Triestina  | s.t.     |
| 10   | Alberto Bettiol  | Cannondale-Drapac | s.t.     |